# Сильвановский, Степан Иванович
 Степан Иванович Сильвановский (Сильванский) (8 ноября 1797 13 ноября 1874) — Врач, писатель.

## Биография
Родился 8 ноября 1797 года. Происходил из духовного звания. В 1821 году по окончании курса в Медико-Хирургической академии с серебряной медалью, прикомандирован к лазарету Семёновского полка. В 1821 году переведен лекарем в лейб-гвардейский Гренадерский полк, а 10 сентября 1822 года в Кавалергардский полк.
В 1824 году произведен в штаб-лекари. 14 и 15 декабря 1825 года находился безотлучно при полку, где он показывал все нужные пособия как командиру лейб-гвардейского Гренадерского полка флигель-адъютанта полковнику Стюрлеру. Находясь в Кавалергардском полку Сильвановский выдержал при Медико-Хирургической академии экзамен на доктора медицины.
В январе 1828 года Сильвановский был командирован в действующую армию, где он сначала был старшим врачом в Тульчинском военном госпитале, а затем был направлен в подвижной госпиталь Главной квартиры, откуда он был назначен старшим врачом в Базарджикский военный госпиталь, в котором он и находился 1 сентября 1828 года во время нападения на этот город неприятеля .
Из Базарджикского госпиталя Сильвановский был переведен старшим врачом в Ясский военный госпиталь и в 1829 году награждён орденом святого Владимира 4-й ст. Из Ясс переведен в Бухарестский военный госпиталь, при чем находился и при Верховном карантинном комитете. По закрытии этого комитета Сильвановский в 1831 году по приказанию Киселева, был направлен в Молдавию для прекращению чумной заразы, а щатем свирепствовавшей холеры.
С 8 ноября 1831 года по 1 сентября 1832 года находился в должности главного доктора госпиталей в княжествах. Сдав последнюю должность Сильвановский по приказанию Киселёва произвел исследование минеральных вод в Молдавии, Валахии и Пучесах, где он устроил необходимые заведения для лечения как военных так и жителей. Руководил медицинской частью в обеих пунктах.
В августе 1832 года Сильвановский согласно прошению за болезнью уволен в отставку, с чином надворного советника. В том же году Сильвановский из-за возникновения в княжествах эпидемии гриппа и за недостатком медицинского персонала, он был оставлен при временном Российском управлении. В 1835 году Сильвановский был определен в Хозяйственный департамент министерства внутренних дел.
В том же году назначен чиновником особых поручении при гражданском генерал-штаб-докторе. В 1836 году назначен медиком при V отделении Собственной Его Императорского Величества канцелярии и в 1837 году произведен в надворные советники. В том же году определен медиком в канцелярию министра Государственных имуществ, а в 1838 году назначен старшим членом в комиссию для пересмотра и составления врачебных наставлении для государственных крестьян.
В 1839 году произведен в коллежские советники. В 1843 году произведен в статские советники. С 1843 по 1852 год руководил медицинской комиссией при канцелярии министра, и в 1847 году на него была возложена отчетность по холерной эпидемии в казенных селениях. В 1852 году Сильвановский назначен чиновником особых поручении V класса при министре Государственных имуществ и членом совещательного ученого комитета министерства.
В 1853 году произведен в действительные статские советники. В 1857 году согласно прошению уволен со службы по болезни с мундиром. Скончался 13 ноября 1874 года. Был женат на дочери коллежского советника Елене Константиновне Астромовой и от неё имел детей: Константина, Сергея и Юлию.